# Wildkogel
Wildkogel är ett berg i Österrike.   Det ligger i distriktet Zell am See och förbundslandet Salzburg, i den centrala delen av landet, 300 km väster om huvudstaden Wien. Toppen på Wildkogel är 2 224 meter över havet, eller 205 meter över den omgivande terrängen. Bredden vid basen är 2,4 km. Wildkogel ingår i Kitzbüheler Alpen.
Terrängen runt Wildkogel är bergig åt sydväst, men åt nordost är den kuperad. Närmaste större samhälle är Mittersill, 13,8 km öster om Wildkogel. 
I omgivningarna runt Wildkogel växer i huvudsak blandskog. Runt Wildkogel är det ganska glesbefolkat, med 34 invånare per kvadratkilometer.